# Ласк (Вајоминг)
Ласк (енгл. Lusk) град је у америчкој савезној држави Вајоминг.

## Демографија
По попису из 2010. године број становника је 1.567, што је 120 (8,3%) становника више него 2000. године.
| Група             | 2000.         | 2010.         |
| Белци             | 1.401 (96,8%) | 1.474 (94,1%) |
| Афроамериканци    | 3 (0,2%)      | 4 (0,3%)      |
| Азијати           | 2 (0,1%)      | 9 (0,6%)      |
| Хиспаноамериканци | 23 (1,6%)     | 39 (2,5%)     |
| Укупно            | 1.447         | 1.567         |